# Forbas e Anfimedonte
Forbas e Anfimedonte sono due personaggi della mitologia classica, menzionati nelle Metamorfosi di Ovidio. Il secondo dei due non deve essere confuso con uno dei più noti pretendenti di Penelope.

## Mito
Forbas e Anfimedonte erano due dei tanti guerrieri che si aggregarono a Fineo quando questi pianificò di riprendersi la nipote Andromeda, figlia di suo fratello Cefeo: la ragazza gli era stata promessa in moglie ma poi Cefeo aveva finito per assegnarla a Perseo. Fineo fece dunque irruzione nella reggia proprio durante il banchetto nuziale, con un gran numero di uomini provenienti perlopiù dall'Africa e dall'Asia, tra cui Forbas e Anfimedonte. Entrambi facevano parte del contingente africano: Forbas infatti era originario di Siene, in Egitto, mentre Anfimedonte era di origine libica, ed è possibile che i due non solo già si conoscessero ma fossero anche amici, dato che si mossero insieme per assalire Perseo. Ma essi scivolarono sul sangue di Ati, il giovanissimo semidio indiano, e del suo amante Licabas, che erano stati uccisi dall'eroe greco poco prima. Ciò provocò la loro caduta a terra: i due guerrieri africani fecero quindi per rialzarsi, ma Perseo fu più rapido, conficcando la sua spada nella gola di Forbas e quindi nella schiena di Anfimedonte. 